# Benjamin Daniel
Benjamin Daniel (* 26. September 1983 in Herbolzheim) ist ein deutscher Journalist und Nord- und Mittelamerika-Auslandskorrespondent des ZDF in Washington, D.C. 

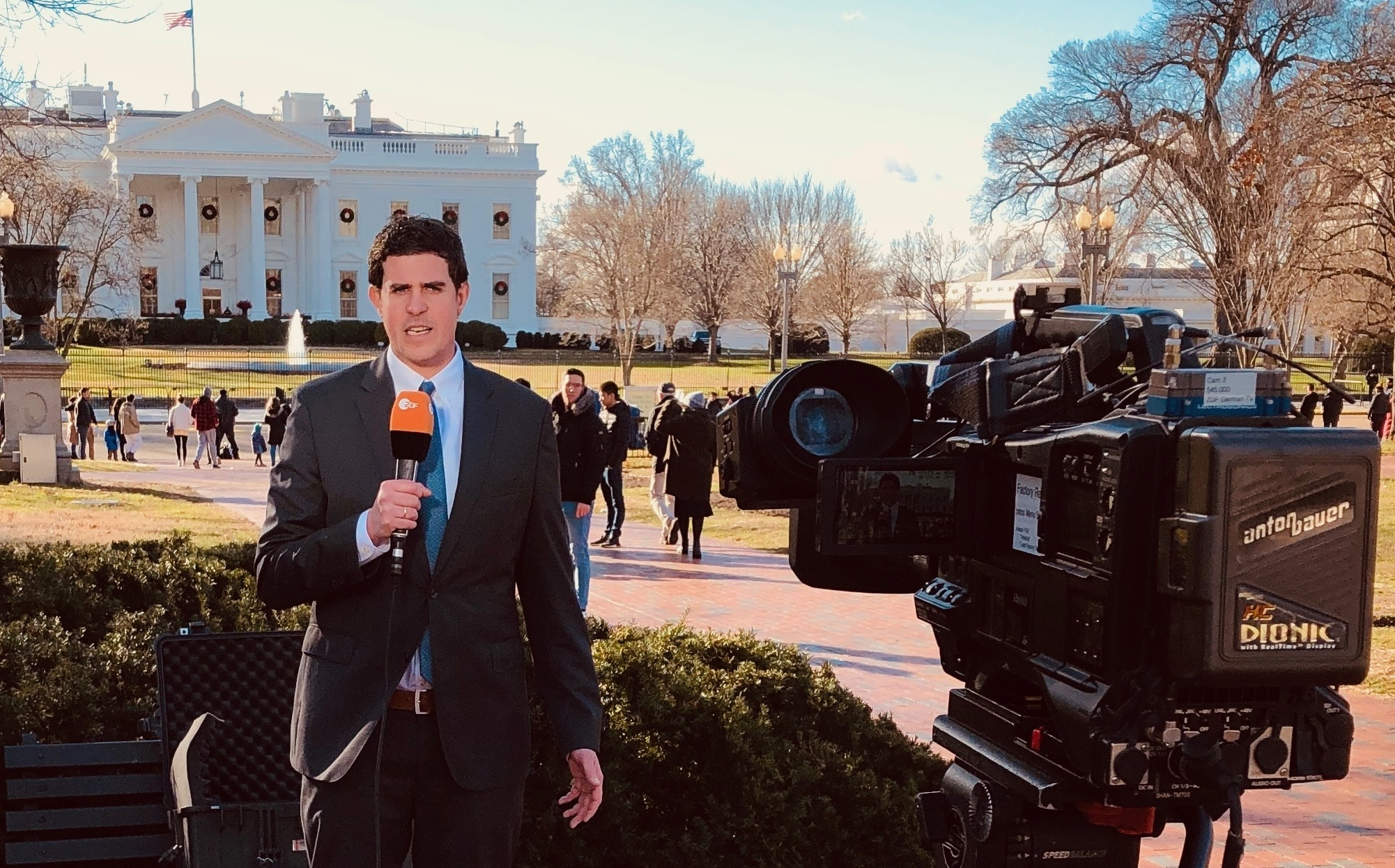
Benjamin Daniel (2018)

## Leben und Wirken
Daniel wuchs in Mündersbach auf und erwarb 2003 das Abitur am Martin-Butzer-Gymnasium in Dierdorf.
Von 2000 bis 2001 besuchte er die amerikanische High School in Coppell, Texas und studierte ab 2004 an der Johannes Gutenberg-Universität in Mainz Politikwissenschaft und Amerikanistik (Abschluss: Magister Artium). Während des Studiums arbeitete Daniel als freier Mitarbeiter beim SWR und beim ZDF, bevor er ein Trainee-Programm beim ZDF absolvierte.
Ab 2011 arbeitete er für verschiedene ZDF-Sendungen wie das auslandsjournal, das heute journal oder die heute-Nachrichten. Im Rahmen dessen berichtete er aus zahlreichen Ländern, wie dem Gazastreifen, Irak, Israel, Pakistan, oder dem Westjordanland.
2017 wurde Daniel Referent des ZDF-Chefredakteurs Peter Frey und war unter anderem zuständig für die politische Interview-Reihe Was nun, …?
Seit 2021 ist Benjamin Daniel als Korrespondent im ZDF-Studio Washington, D.C. tätig. Sein Berichtsgebiet umfasst die Vereinigten Staaten von Amerika, Mittelamerika und die Karibik bis zum Panama-Kanal.
Er ist Fellow der RIAS Berlin Kommission, des Next Einstein Forum - Africa’s Global Forum of Science und war Stipendiat der Robert Bosch Stiftung sowie der Johanna-Quandt-Stiftung.
Daniel ist verheiratet und hat zwei Kinder.

## Soziales Engagement
2023 übernahm Daniel die Patenschaft des bundesweiten Projekts Schule ohne Rassismus – Schule mit Courage für das Martin-Butzer-Gymnasium.

## Publikationen
- 2014: Vom … zum Millionär – außendienst XXL in den USA (Reportage, 30 Min.)[7]
- 2014: EXTREME LEBEN: oder was ist schon normal?  (Sachbuch, Mitwirkung als Autor)[8]
- 2015: Der heute journal-Jahresrückblick (12 Min.)[9]
- 2016: Am Ende des Ganges – außendienst XXL in Indien (Reportage, 30 Min.)[10]
- 2021: Amerika auf dem Prüfstand – Wie George Floyds Tod die USA verändert (Dokumentation, 30 Min.)[11]
- 2023: Amerika gibt Gas – Wie Europa den LNG-Boom an der US-Golfküste befeuert (Dokumentation, 18 Min.)[12]
- 2024: Megacitys – Wenn es Nacht wird in Mexico City (Dokumentation, 45 Min.)[13]

## Auszeichnungen
- 2010: Meduc Award der Akademie der media für den auslandsjournal-Beitrag Cybercrime – Verbrechen 2.0[14]
- 2010: Deutscher Fernsehpreis – Kategorie Beste Information für das auslandsjournal (Mitwirkung als Autor und Planer)
- 2012: Wahl unter die Top 30 bis 30 des Jahres 2012 des medium magazin[15]
- 2012: Axel-Springer-Preis Finalist mit dem auslandsjournal-Beitrag Die Reisbauern von Batad[16]
- 2013: Deutscher Fernsehpreis – Kategorie Beste Information für das auslandsjournal XXL: Brasilien (Mitwirkung als Autor)
- 2015: Axel-Springer-Preis Nominierung mit der ZDFinfo-Reportage Am Ende des Ganges[17]
- 2017: Goldene Kamera Kategorie Beste Information für das heute journal (Mitwirkung als Autor)
- 2018: Axel-Springer-Preis Nominierung mit dem auslandsjournal-Beitrag Die Fischer von Gaza
- 2024: Prize of Professional Excellence der AFPC-USA für seine Arbeit als USA-Korrespondent[18]